# Lipiny Odrzańskie
Lpiny Odrzańskie – zamknięty przystanek kolejowy położony we wsi Lipiny w woj. lubuskim, w powiecie nowosolskim, w gminie Nowa Sól.